# Stanislav Řezáč
Stanislav Řezáč, né le 29 avril 1973, est un fondeur tchèque participant aux courses de la Worldloppet.
Řezáč a gagné la Birkebeinerrennet disputée en Norvège à quatre reprises en 2002, 2005, 2008 et 2011. Il a également fini deux fois sur le podium de la célèbre Vasaloppet, se classant deuxième en 2011 et troisième en 2009.

## Palmarès

### Worldloppet
- Stanislav Řezáč est quadruple vainqueur de la Birkebeinerrennet en 2002, 2005, 2008 et 2011.
- Il est vainqueur de la course tchèque Jizerská padesátka en 2000, 2001[3] et 2012[4].

- Il remporte 3 éditions du Bieg Piastów, en 2001, 2002 et 2009.
- Il a également remporté quatre éditions de la König Ludwig Lauf en Allemagne en 2004, 2005, 2006 et 2012.

- Autres victoires : la Marcialonga 2005, la Kangaroo Hoppet 2002, la Gatineau Loppet 2004.